# Edad de oro del software español
El término edad de oro del software español o edad de oro del videojuego español hace referencia a una época, aproximadamente entre 1983 y 1992, durante la cual España llegó a ser, detrás de Reino Unido, uno de los mayores productores europeos de software de entretenimiento para máquinas de 8 bits, sobre todo para Spectrum. Aunque no valorada por algunos, hay quien considera que esta época supuso una auténtica revolución que propició el acceso de los ordenadores al ámbito doméstico. El desarrollo y comercialización de software español, en general, había sido prácticamente inexistente hasta esas fechas, y la publicación de los primeros videojuegos hechos en España son el detonante para que se comience a hablar en el mundo del software español.
La desaparición de esta tecnología para el salto a los 16 bits desencadenó la disolución progresiva o reconversión de la mayor parte de las compañías a principios de los años 1990. Fueron responsables de este éxito empresas como Indescomp, Dinamic Software, Topo Soft, Made in Spain, Opera Soft o Zigurat, entre otras.
En 2021, el Ministerio de Cultura y Deportes reconoció esta etapa tan creativa del software español, otorgando, por primera vez a desarrolladores de un videojuego, la Medalla de Oro al Mérito en las Bellas Artes a Paco Portalo y Paco Suárez (Paco & Paco), autores de La Pulga, considerado el primer videojuego español para ordenadores.

## Historia

### Comienzos (1983-1985)
A principios de 1982 comienza a comercializarse en España el Sinclair ZX81, que es el primer microordenador, asequible económicamente, que se introduce en los hogares españoles. Algunos de los primeros programadores de la llamada 'Edad de Oro' comenzaron con un ZX81 y es Ventamatic con su publicación El mundo del ZX81 la que alienta los inicios, aunque son el ZX Spectrum y Amstrad CPC, todos pertenecientes a la familia de 8 bits, los que coparon el mercado, seguidos por MSX y Commodore 64 entre otros. Eran máquinas sencillas, con pocos recursos y por tanto relativamente fáciles de manejar, lo que permitió que jóvenes programadores de toda la geografía española comenzaran a experimentar con ellas.
La edad de oro del software español se inaugura oficialmente en 1983 con el lanzamiento por parte de Indescomp de La pulga, de los extremeños Paco & Paco. Publicado inicialmente en el Reino Unido como Bugaboo (The Flea), fue el primer videojuego español en lograr una masiva distribución internacional, llegando a ser n.º 1 en las listas de éxito de la época. También fueron relevantes la adaptación para Commodore, Booga-Boo, que se comercializó en EE. UU., y la versión para Amstrad, Roland in the caves, que se incluía en el pack de lanzamiento del equipo. Junto a Fred, otro gran éxito de Indescomp, abren el mercado europeo al software español, animando de esta forma a los jóvenes programadores nacionales a lanzarse a la aventura de crear sus propias empresas, iniciándose de esta forma lo que más tarde se llamó la «Edad de oro del soft español». En esta época inicial nacen con desigual éxito los primeros gérmenes de empresas de videojuegos creadas por los propios programadores: Cibernesis (Los ladrones del tiempo), Badasoft (Koko Circus), Made in Spain, que posteriormente se transformó en Zigurat...
También es relevante volver a mencionar a la empresa Ventamatic, la cual, a través de su fundador Josep Oriol-Tomas, comercializa a partir de 1983 una serie de videojuegos para ZX Spectrum cuya procedencia se sitúa en los programas caseros que enviaban aquellas personas que estaban suscritas al boletín/fanzine que editaba la propia Ventamatic. Así, esta empresa abrió las puertas de la publicación del software lúdico a muchos programadores amateurs que, posteriormente, entraban en plantilla.
Dinamic Software dio sus primeros pasos en mayo de 1984, cuando lanzaron para Spectrum Yenght, una aventura conversacional. Y en el campo de la distribución, nació Erbe Software, la principal distribuidora española durante más de diez años, que en un principio trató de lanzarse también como productora de sus propios títulos, aunque en este campo duró poco tiempo de forma directa. En el campo de la distribución, aunque a menor nivel que  Erbe Software, también destacó Dro-Soft, que inició su actividad en 1984 y que no destacó como desarrolladora, aunque llegó a realizar algún que otro título propio.

### Cenit (1985-1989)
En 1985, con el nacimiento de las revistas MicroHobby (en noviembre de 1984) y Micromanía (en mayo de 1985), el sector de los videojuegos comenzó a ganar una masiva popularidad comercial, naciendo el resto de compañías importantes de la época, Opera Soft en 1986, y Topo Soft en 1987. La primera se estrenó con Livingstone Supongo. La segunda nació dentro del seno de Erbe Software, estrenándose con Spirits después de que sus miembros fundadores programaran y publicaran directamente con Erbe MapGame y Las tres luces de Glaurung.
Las recién nacidas Zigurat y Made in Spain, tuvieron sus dos mayores éxitos en los títulos Sir Fred y El misterio del Nilo, este último una versión no oficial de la película La joya del Nilo, que provocó problemas a nivel internacional, por el parecido de uno de los protagonistas del juego con el actor Michael Douglas, lo que obligó a cambiar el gráfico de este personaje en las versiones internacionales.
Dinamic tuvo sus primeros grandes éxitos con la trilogía de Johny Jones, compuesta por Saimazoom, Babaliba y sobre todo Abu Simbel Profanation. Después, lanzarían otra trilogía, iniciada por Army Moves en 1986 y Navy Moves en 1988. Y poco a poco comenzó la moda de utilizar los nombres de los principales deportistas españoles para el lanzamiento de títulos, inaugurada por Dinamic con Fernando Martín Basket Master, siendo imitada por otras compañías con títulos con los rostros de Ángel Nieto, Carlos Sainz, Poli Díaz, Emilio Butragueño y otros.
Por su parte, Opera Soft lanzó títulos como Goody, Sol negro, Cosa Nostra y sobre todo La abadía del crimen, juego de culto basado en la novela El nombre de la rosa de Umberto Eco, y considerado uno de los mejores títulos de esta la edad de oro del software español. Por su parte, Topo Soft, que fue la última en nacer y que siempre permaneció dependiente de Erbe Software, se colocó rápidamente entre las compañías punteras con títulos como Mad Mix Game, su continuación Mad Mix 2, y Survivor entre otros.
Mientras tanto, Dinamic lanzaba una versión en aventura conversacional de Don Quijote, y poco después se separó de Dinamic una sección dedicada exclusivamente a las aventuras conversacionales llamada Aventuras AD, que lanzó títulos como La aventura original o Jabato entre otros.

### Decadencia (1989-1992)
A finales de los ochenta, comenzaron a despuntar poco a poco los nuevos modelos de 16 bits, fundamentalmente Commodore Amiga, Atari ST y poco a poco el PC, y asimismo comenzaron a llegar a España las videoconsolas de cuarta generación como la Sega Mega Drive, y aunque las compañías españolas hicieron tímidos intentos por adaptarse, nunca llegaron a dar el salto a los 16 bits, y siguieron concentradas en el ya decadente mercado de los 8 bits, que, prácticamente extinguido en Europa, aún mantenía el tirón en España, gracias principalmente a la medida de Erbe Software, principal distribuidora española, de bajar los precios de los videojuegos a 875 pesetas (5,26 euros) para intentar combatir la piratería.
En esta época, sin embargo, las compañías españolas comenzaron a tener serios problemas financieros, y una tras otra fueron lanzando sus últimos títulos. Los fundadores de Topo abandonaron la compañía en 1989 para fundar Animagic, cuyo principal título fue Mortadelo y Filemón II. Naciendo en una mala época, no tuvieron mucha continuidad. Por su parte, Topo lanzó títulos como Lorna, Viaje al centro de la Tierra y sobre todo Gremlins 2, siendo la primera vez que una compañía española lograba una licencia exclusiva para toda Europa de una película de Hollywood. En 1991, conscientes ya de la importancia de los 16 bits, intentan dar el salto con el proyecto de crear un entorno gráfico para MS-DOS, pero el proyecto no tiene éxito. Aun así, Topo aún mantuvo su actividad dentro de Erbe más allá de la edad de oro del software español, lanzando sus últimos títulos para PC, Luigi en Circusland y Super Scrylis en 1994. Tales títulos no tuvieron ninguna repercusión y Topo se disolvió definitivamente ese mismo año siendo reabsorbida por Erbe Software.
Opera Soft, por su parte, tras lanzar títulos como Gonzzalezz, Mot y Angel Nieto Pole 500, inicia su decadencia como el resto de compañías. En sus últimos coletazos lanzó títulos como La colmena y uno dedicado a Barcelona 92, para desaparecer poco después. Algunos de sus componentes, como Gonzo Suárez, acabarían integrando años después Pyro Studios y lanzando títulos como Commandos entre otros.
Aventuras AD, paradójicamente tuvo su época más prolífica en esta etapa de decadencia, lanzando la gran mayoría de sus títulos en este periodo, fundamentalmente la trilogía Las leyendas de Ci-U-Than, compuesta por La diosa de Cozumel (1990), Los templos sagrados (1991) y Chichén Itzá (1992), siendo además pioneros al crear un antecedente de las aventuras gráficas con La aventura espacial (1990), una aventura conversacional controlada mediante menús. Sin embargo, las ventas no aguantaron el tirón, y Aventuras AD acabó desapareciendo como el resto.
Zigurat fue la única empresa como tal que sobrevivió con éxito más allá del fin de la edad de oro del software español, si bien lo hizo gracias a que abandonó por completo la actividad anterior. Cuando el mercado de 8 bits se extinguió, se lanzó al desarrollo de títulos para máquinas recreativas, labor en la que se mantuvo unos años trabajando en exclusiva para Gaelco.
Dinamic Software, como las demás, comenzó a tener problemas financieros. Tras lanzar After the War en 1989 y Narco Police en 1991, se vio forzada a cerrar su labor de distribución, cancelándose muchos proyectos, como la tercera entrega de la saga Moves, Arctic Moves proyectada para Atari ST y Commodore Amiga y cuya publicación se esperaba para 1991. Ninguna de las dos versiones llegó a ser estrenada, a pesar de que la versión Atari ST estaba prácticamente terminada, y sólo en 1995, ya fuera de la edad de oro, sería publicada una conversión a PC, mientras que la versión original para Atari ST no vería la luz hasta muchos años más tarde tras hacerla pública su autor en internet de forma gratuita. La versión Amiga apenas estaba desarrollada cuando sufrió la cancelación, y nunca vio la luz nada de ella. En 1992, gracias a Electronic Arts, pudo ver la luz su último título, Risky Woods, en coproducción con Zeus Software, título que vería versiones incluso en Mega Drive. Al ser este el último videojuego de éxito internacional desarrollado por una de las empresas de este periodo, se considera a Risky Woods el título que cierra definitivamente la edad de oro del software español. Y es que tras publicarse este título, Dinamic Software cerró en quiebra. Aunque un año más tarde, en 1993, sería refundada como Dinamic Multimedia, esta segunda Dinamic sólo pertenecía en un 30% a los antiguos directores de Dinamic Software, y por tanto es independiente de la anterior a pesar de ser a veces consideradas ambas como una sola empresa en dos periodos. Posteriormente, esos miembros fundadores abandonarían Dinamic Multimedia en 1999 para fundar FX Interactive, que sigue en activo hoy en día, mientras que Dinamic Multimedia fue víctima de la explosión de la burbuja punto com y cerró en bancarrota en 2001.